# Line Kruse
Line Kruse född 3 augusti 1975, är en dansk skådespelare.
Kruse är gift med regissören Anders Thomas Jensen.
Kruse studerade vid Aarhus Teaters elevskola.

## Filmografi (urval)
- 1988 - Rødtotterne og Tyrannos
- 1988 - Skyggen af Emma
- 1989 - Retfærdighetens rytter
- 1992 - Stakkels Krumme
- 1994 - Krumborgs - pappas goda idé
- 1996 - Lek i mörker
- 1999 - Mifune
- 1999 - I Kina käkar dom hundar
- 2001 - En riktig människa
- 2003 - De gröna slaktarna